# Mycalesis wakolo
Mycalesis wakolo är en fjärilsart som beskrevs av Hans Fruhstorfer 1908. Mycalesis wakolo ingår i släktet Mycalesis och familjen praktfjärilar. Inga underarter finns listade i Catalogue of Life.